# Акамант (Тезејев син)
Акамант (грч. Ἀκάμ-ας, -αντος) је у грчкој митологији био епонимни херој атичке трибе Акамантида.

## Митологија
О Акаманту су писали многи аутори, међу којима Аполодор, Диодор, Хигин, Паусанија и Вергилије у „Енејиди“. Био је син Тезеја и Федре. Учествовао је у тројанском рату, али је још пре тога дошао у Троју како би вратио Хелену. У току његовог боравка тамо, у њега се заљубила Лаодика, Пријамова кћерка и уз помоћ краљице Филобије, успела да придобије његову љубав. Са њим је имала сина Мунита. Пред крај тројанског рата, био је један од јунака скривених у дрвеном коњу и након пада Троје, добио је робињу Климену. Дуго је након тога боравио у Тракији, где се у њега заљубила кћерка бизалтског краља Филида, која му је, након очеве смрти, препустила власт над том земљом. Касније је основао једну колонију на Кипру. Ту се, приликом пада са коња, пробо сопственим мачем. Побрђе на Кипру је носило његово име.

## Тумачење
Атињани су тврдили како их је у тројанском походу „заступао“ Акамант, заједно са Демофонтом и Менестејем, како би оправдали контролу над трговином која се обављала преко Црног мора, а након пада Троје и пропасти Родоса.

## Уметност
Према писању Паусаније, њега је осликао Полигнот на лесхи на Делфима. Такође, тамо се налазила и његова статуа.